# 대한민국 민법 제424조
대한민국 민법 제424조는 부담부분의 균등에 대한 민법 채권법 조문이다.

## 조문
제424조(부담부분의 균등) 연대채무자의 부담부분은 균등한 것으로 추정한다.

第424條(負擔部分의 均等) 連帶債務者의 負擔部分은 均等한 것으로 推定한다.

## 판례
```
  ==건설공제조합 계약이행보증서판례==
```

## 참고 문헌
- 오현수, 일본민법, 진원사, 2014. ISBN 9788963463452
- 오세경, 대법전, 법전출판사, 2014 ISBN 9788926210277
- 이준현 , LOGOS 민법 조문판례집, 미래가치, 2015. ISBN 9791155020869

## 같이 보기
- 연대채무
- 추정